# 梅田優子
梅田優子（UMEDA Yuko，1994年3月4日—），日本女子水球運動員，亦為日本國家女子水球隊成員。京都府出生，現就讀於琵琶湖成蹊體育大學，隸屬於琵琶湖CNC水球俱樂部。

## 簡歷
2014年9月，梅田優子代表日本出戰韓國仁川舉行的亞運會水球比賽項目，協助球隊贏得銀牌。